# Satriani Live!
Satriani LIVE! é um álbum duplo ao vivo do guitarrista virtuoso estadunidense Joe Satriani,
O álbum, lançado no dia 31 de Outubro de 2006, traz a gravação de um concerto realizado no dia 02 de Maio de 2006 em Anaheim, Califórnia.

## CD/DVD

### Disco 1
01-Flying in a Blue Dream" - 8:38

02-The Extremist" - 3:40

03-Redshift Riders" - 4:46

04-Cool #9" - 8:02 

05-A Cool New Way" - 10:00 

06-Satch Boogie" - 5:18 

07-Super Colossal" - 4:17 

08-Just Like Lightnin'" - 5:00 

09-Ice 9" - 4:28 

10-One Robot's Dream" - 8:02 

### Disco 2
11-Ten Words" - 3:35 

12-The Mystical Potato Head Groove Thing" - 7:36 

13-The Meaning of Love" 4:59 

14-Made of Tears" - 10:23 

15-Circles" - 9:49 

16-"Always With Me, Always With You" - 9:43 

17-Surfing with the Alien" - 7:48 

18-Crowd Chant" - 3:14 

19-Summer Song" - 9:11

## Músicos
- Joe Satriani - guitarra, harmonica, Teclados
- Galen Henson - guitarra rítmica
- Dave LaRue - baixo
- Jeff Campitelli - bateria

## Prêmios e Indicações
| Ano  | Canção                          | Prêmio        | Indicação                          | Resultado |
| ---- | ------------------------------- | ------------- | ---------------------------------- | --------- |
| 2008 | Always With Me, Always With You | Grammy Awards | Best Rock Instrumental Performance | Indicado  |

## Ligações Externas
- allmusic.com